# Waterloo (circonscription fédérale)
Pour les articles homonymes, voir Waterloo (homonymie).
Circonscription électorale fédérale du Canada
Waterloo est une circonscription électorale fédérale dans la province de l’Ontario au Canada. Elle a été représentée dans la Chambre des communes du Canada entre 1968 et 1997 (entre 1973 et 1976, elle a été connue sous le nom Waterloo—Cambridge) et sera représentée de nouveau dans la Chambre des communes après la 42e élection fédérale canadienne (attendue avant la fin de 2015) grâce au redécoupage accompli par Élections Canada entre 2012 et 2013.

## Historique et géographie

### 1966-1973
En 1966, la circonscription de Waterloo a été créée des parties des circonscriptions de Waterloo-Nord et Waterloo-Sud. Au début, elle comprenait la ville de Waterloo, la ville de Galt, et les cantons de North Dumfries et Waterloo.

### 1973-1976
Après la fusion de la ville de Galt, la ville de Preston, et la ville de Hespeler pour créer la nouvelle ville de Cambridge en 1973, le nom de la circonscription de Waterloo a été modifié à Waterloo—Cambridge. Les limites de la circonscription n’ont pas été modifiées.

### 1976-1996
En 1976, Waterloo—Cambridge a été abolie et redistribuée parmi trois circonscriptions : Cambridge, Kitchener, et une nouvelle circonscription de Waterloo.
La nouvelle circonscription de Waterloo a été créée des parties des circonscriptions de Kitchener, Perth—Wilmot, Waterloo—Cambridge, et Wellington—Grey—Dufferin—Waterloo. Elle comprenait les cantons de Wellesley, Wilmot, et Woolwich, la ville de Waterloo, et une partie de la ville de Kitchener.
En 1987, la circonscription de Waterloo a été modifiée pour comprendre la ville de Waterloo, la partie nord de la ville de Kitchener, et le canton de Woolwich. Les cantons de Wellesley et Wilmot ont été transférés à la circonscription de Perth—Wellington—Waterloo.

### 1996-2014
En 1996, la circonscription de Waterloo a été abolie et redécoupée entre les nouvelles circonscriptions de Kitchener—Waterloo et Waterloo—Wellington.

### Après 2014
Après le recensement du Canada de 2011 et la décision du Parlement du Canada d’augmenter le nombre de circonscriptions électorales fédérales de 308 à 338, Élections Canada a entretenu un processus de redécoupage, commençant par la mise en place d’une Commission de délimitation des circonscriptions électorales pour chaque province canadienne. À la suite du travail de la Commission pour l’Ontario, conclu en 2013, la circonscription de Kitchener—Waterloo a été abolie et la plupart de son territoire a été redistribué à une toute nouvelle circonscription de Waterloo.
La nouvelle circonscription de Waterloo comprend la ville de Waterloo et la partie de la ville de Kitchener au nord du chemin de fer Canadien National et au nord-est de l’autoroute Conestoga Parkway.
Toute élection fédérale canadienne se tenant après le mois d’avril 2014 sera contester dans les limites des circonscriptions établies par les Commissions de délimitation des circonscriptions électorales en 2013. Cela signifie que la circonscription de Waterloo sera représentée de nouveau dans la Chambre des communes du Canada après la 42e élection fédérale canadienne (attendue avant la fin de 2015).

## Députés
| Député                                                             | Député          | Parti                     | Législature | Mandat        |
| ------------------------------------------------------------------ | --------------- | ------------------------- | ----------- | ------------- |
| Waterloo-Nord et Waterloo-Sud avant 1968.                          |                 |                           |             |               |
| Waterloo                                                           |                 |                           |             |               |
|                                                                    | Max Saltsman    | NPD                       | 28e         | 1968-1972     |
|                                                                    | Max Saltsman    | NPD                       | 29e         | 1972-1974     |
| Waterloo—Cambridge                                                 |                 |                           |             |               |
|                                                                    | Max Saltsman    | NPD                       | 30e         | 1974-1979     |
| Waterloo                                                           |                 |                           |             |               |
|                                                                    | Walter McLean   | Progressiste-conservateur | 31e         | 1979-1980     |
|                                                                    | Walter McLean   | Progressiste-conservateur | 32e         | 1980-1984     |
|                                                                    | Walter McLean   | Progressiste-conservateur | 33e         | 1984-1988     |
| Wellesley et Wilmot transférés à Perth—Wellington—Waterloo en 1987 |                 |                           |             |               |
|                                                                    | Walter McLean   | Progressiste-conservateur | 34e         | 1988-1993     |
|                                                                    | Andrew Telegdi  | Libéral                   | 35e         | 1993-1997     |
| Kitchener—Waterloo et Waterloo—Wellington après 1997               |                 |                           |             |               |
| Waterloo créé de Kitchener—Waterloo en 2014                        |                 |                           |             |               |
|                                                                    | Bardish Chagger | Libéral                   | 42e         | 2015-2019     |
|                                                                    | Bardish Chagger | Libéral                   | 43e         | 2019-2021     |
|                                                                    | Bardish Chagger | Libéral                   | 44e         | 2021-2025     |
|                                                                    | Bardish Chagger | Libéral                   | 45e         | 2025-en cours |

## Résultats électoraux
| Élection fédérale de 1993 | Élection fédérale de 1993 | Élection fédérale de 1993 | Élection fédérale de 1993 |
| Parti                     | Parti                     | Candidat                  | Votes                     |
| ------------------------- | ------------------------- | ------------------------- | ------------------------- |
|                           | Libéral                   | Andrew Telegdi            | 25,689                    |
|                           | Réformiste                | Mike Connolly             | 15,549                    |
|                           | Progressiste-conservateur | Lynne Woolstencroft       | 14,882                    |
|                           | NPD                       | Scott Piatkowski          | 2,779                     |
|                           | Héritage chrétien         | Ted Kryn                  | 920                       |
|                           | Libertarien               | Rita Huschka-Sprague      | 473                       |
|                           | Loi naturelle             | Blaine P. Watson          | 456                       |
|                           | Indépendant               | Don Philip Faithful       | 329                       |

| Élection fédérale de 1988 | Élection fédérale de 1988 | Élection fédérale de 1988 | Élection fédérale de 1988 |
| Parti                     | Parti                     | Candidat                  | Votes                     |
| ------------------------- | ------------------------- | ------------------------- | ------------------------- |
|                           | Progressiste-conservateur | Walter McLean             | 26,949                    |
|                           | Libéral                   | Stephen Woodworth         | 21,715                    |
|                           | NPD                       | Scott Piatkowski          | 10,418                    |
|                           | Libertarien               | Rita Huschka-Sprague      | 663                       |

| Élection fédérale de 1984 | Élection fédérale de 1984 | Élection fédérale de 1984 | Élection fédérale de 1984 |
| Parti                     | Parti                     | Candidat                  | Votes                     |
| ------------------------- | ------------------------- | ------------------------- | ------------------------- |
|                           | Progressiste-conservateur | Walter McLean             | 31,898                    |
|                           | Libéral                   | Lynn Myers                | 13,911                    |
|                           | NPD                       | Bob Needham               | 10,275                    |
|                           | Libertarien               | Layne E. Kulchecki        | 525                       |

| Élection fédérale de 1980 | Élection fédérale de 1980 | Élection fédérale de 1980 | Élection fédérale de 1980 |
| Parti                     | Parti                     | Candidat                  | Votes                     |
| ------------------------- | ------------------------- | ------------------------- | ------------------------- |
|                           | Progressiste-conservateur | Walter McLean             | 20,609                    |
|                           | Libéral                   | Frank Epp                 | 20,455                    |
|                           | NPD                       | Bob Needham               | 9,819                     |
|                           | Rhinocéros                | Rick Nigol                | 330                       |
|                           | Libertarien               | Colin McLorg              | 229                       |
|                           | Marxiste-léniniste        | Brian Erdman              | 87                        |

| Élection fédérale de 1979 | Élection fédérale de 1979 | Élection fédérale de 1979 | Élection fédérale de 1979 |
| Parti                     | Parti                     | Candidat                  | Votes                     |
| ------------------------- | ------------------------- | ------------------------- | ------------------------- |
|                           | Progressiste-conservateur | Walter McLean             | 23,837                    |
|                           | Libéral                   | Frank Epp                 | 18,172                    |
|                           | NPD                       | Mike Makarchuk            | 9,375                     |
|                           | Libertarien               | Bonne Willy Posma         | 241                       |
|                           | Marxiste-léniniste        | Brian Erdman              | 125                       |

| Élection fédérale de 1974 | Élection fédérale de 1974 | Élection fédérale de 1974 | Élection fédérale de 1974 |
| Parti                     | Parti                     | Candidat                  | Votes                     |
| ------------------------- | ------------------------- | ------------------------- | ------------------------- |
|                           | NPD                       | Max Saltsman              | 25,479                    |
|                           | Libéral                   | Brian Goff                | 18,034                    |
|                           | Progressiste-conservateur | Glenn Carroll             | 17,394                    |
|                           | Crédit social             | John H. Long              | 253                       |
|                           | Marxiste-léniniste        | Richard E. Rathwell       | 122                       |

| Élection fédérale de 1972 | Élection fédérale de 1972 | Élection fédérale de 1972 | Élection fédérale de 1972 |
| Parti                     | Parti                     | Candidat                  | Votes                     |
| ------------------------- | ------------------------- | ------------------------- | ------------------------- |
|                           | NPD                       | Max Saltsman              | 24,197                    |
|                           | Progressiste-conservateur | Glenn Carroll             | 19,817                    |
|                           | Libéral                   | Lou Breithaupt            | 15,570                    |
|                           | Crédit social             | Régent G. Gervais         | 143                       |
|                           | Indépendant               | Jules W.P. Grajower       | 55                        |

| Élection fédérale de 1968 | Élection fédérale de 1968 | Élection fédérale de 1968 | Élection fédérale de 1968 |
| Parti                     | Parti                     | Candidat                  | Votes                     |
| ------------------------- | ------------------------- | ------------------------- | ------------------------- |
|                           | NPD                       | Max Saltsman              | 15,231                    |
|                           | Libéral                   | Herbert A. Epp            | 14,835                    |
|                           | Progressiste-conservateur | Liam S. O'Brian           | 14,568                    |
|                           | Crédit social             | Régent G. Gervais         | 167                       |